# 316 v.Chr.
Het jaar 316 v.Chr. is een jaartal in de 4e eeuw v.Chr. volgens de christelijke jaartelling.

## Gebeurtenissen

### Griekenland
- Cassander keert met zijn expeditieleger terug naar Macedonië, hij belegert Pydna en neemt Olympias gevangen.
- Cassander laat Roxana en haar zoon Alexander IV van Macedonië in Amphipolis opsluiten.
- Olympias wordt door Cassander vermoord, Polyperchon weet te ontsnappen naar Aetolië.
- Cassander bouwt op de oude stadsresten van Potidaea de nieuwe stad Kassandrea.
- Slag bij Gabiene: In Medië weet Antigonus I met steun van Seleucus I zijn rivaal Eumenes van Cardië te verslaan.
- Eumenes van Cardië wordt aan Antigonus I uitgeleverd en door de Macedoniërs geëxecuteerd.

### Italië
- Slag bij Lautulae: In Latium wordt het Romeinse leger door de Samnieten verslagen.

### China
- De Chinese Qin-staat verovert de provincie Sichuan. Ba sluit eerst een overeenkomst met Qin om gezamenlijk Shu te veroveren, maar zodra dit gebeurd is, valt Qin ook Ba aan. Hiermee is de positie van Qin aanzienlijk versterkt en het koninkrijk begint een bedreiging te vormen voor de andere koninkrijken.

## Geboren
- Arsinoë II (~316 v.Chr. - ~270 v.Chr.), zuster en echtgenote van Ptolemaeus II van Egypte

## Overleden
- Eumenes van Cardië (~362 v.Chr. - ~316 v.Chr.), Grieks veldheer (46)
- Olympias, vrouw van Philippus II van Macedonië en moeder van Alexander de Grote
- Sun Bin (~380 v.Chr. - ~316 v.Chr.), Chinees generaal en strateeg (64)